# 마데이라 제도의 기

마데이라 제도의 기 비율 2:3

마데이라 제도의 기는 마데이라 제도를 상징하는 기로, 파란색, 노란색, 파란색 세 개의 세로 줄무늬 바탕 가운데에는 빨간색 테를 두른 하얀색 십자가 그려져 있다.
기의 디자인은 마데이라 제도 해방 전선이 사용했던 기의 디자인을 바탕으로 한 디자인이다.

## 같이 보기
- 마데이라 제도의 국가